# Società Italiana di Psicologia Individuale
La Società Italiana di Psicologia Individuale, nota anche con l'acronimo S.I.P.I., organo ufficiale italiano per la Psicologia di Alfred Adler¸ è stata costituita nel 1969 a Milano da Francesco Parenti e Pier Luigi Pagani, medici e appassionati di psicologia del profondo.

## Storia
Dal suo esordio alla metà degli anni sessanta, ostacolata dalla mentalità conservatrice dei "vecchi" accademici, la psicologia del profondo occupa uno spazio marginale nella medicina ufficiale italiana. Nonostante l'uso comune di termini come complesso di inferiorità, stile di vita, compensazione o finzione, pochi ne riconducevano l'origine alla Psicologia Individuale Comparata di Alfred Adler, già conosciuta e testimoniata dall'opera di Danilo Cargnello, Agostino Gemelli, Marco Levi Bianchini e Roberto Assagioli.
Il rinnovamento culturale degli anni settanta, creati nuovi scenari, si offre come opportunità per organizzare gruppi e scuole di orientamento psicodinamico; Parenti, insieme con Pagani, riesce a riunire gli adleriani italiani ed a costituire la S.I.P.I. che, in breve tempo, conta più di duecentocinquanta iscritti e numerosissimi partecipanti ai congressi nazionali ed internazionali.
Il successivo contatto con Kurt Adler, figlio di Alfred e rappresentante negli U.S.A. della Scuola adleriana, ufficializza la nascita dell'adlerismo in Italia. Nel 1970, nel corso dell'XI Congresso Internazionale di Psicologia Individuale, la S.I.P.I. è accolta come member-group della I.A.I.P., l'International Association of Individual Psychology.
Nel 1973 esce il primo numero della "Rivista di Psicologia Individuale" con lo scopo di fornire informazioni sulla Società, sui corsi teorico-pratici, organizzati annualmente, sulle riunioni, sui seminari e sui convegni, ma soprattutto per offrire agli iscritti un periodico che rendesse noti i risultati delle ricerche in ambito psicodinamico.
Nel 1978 alla Rivista si affianca una nuova collana: i "Quaderni della Rivista di Psicologia Individuale", monografie che seguono un ritmo ed esprimono contenuti indipendenti da quelli della Rivista.
Nel 1981 Parenti e Pagani fondano l'Istituto Alfred Adler di Milano per promuovere studi, ricerche, pubblicazioni e manifestazioni scientifiche; curano i rapporti con analoghi sodalizi internazionali ed organizzano la Scuola di specializzazione in psicoterapia, oltre a corsi informativi e formativi per operatori del settore sociale e sanitario. Seguiranno, nel 1986 l'Istituto di Psicologia Individuale "Alfred Adler" con sede a Torino e a Reggio Emilia, nel 1988 la Società Adleriana Italiana Gruppi e Analisi di Torino e, nel 1998, l'Istituto Alfred Adler di Napoli.
Francesco Parenti è stato presidente della SIPI dal 1969 fino alla sua scomparsa nel 1990.
Pier Luigi Pagani, successore di Parenti alla presidenza della SIPI fino al 2006, è oggi Presidente onorario insieme a Gian Giacomo Rovera.
Giansecondo Mazzoli è l'attuale presidente della SIPI.
Attualmente la SIPI conta circa 250 soci la cui attività si svolge, in tutta Italia, in ambiti diversi che vanno dalla psicoterapia del profondo alla psicopedagogia, dal trattamento dell'adulto, del bambino e dell'adolescente, all'intervento in Istituzioni pubbliche e private.